# Izabela Rojek
Izabela Rojek – polska inżynier,  dr hab. nauk technicznych, profesor uczelni i dyrektor Instytutu Informatyki Uniwersytetu Kazimierza Wielkiego.

## Życiorys
15 grudnia 2000 obroniła pracę doktorską Metodyka projektowania inteligentnej bazy danych do wspomagania planowania procesów technologicznych,  27 października 2017 habilitowała się na podstawie pracy zatytułowanej Zastosowanie metod sztucznej inteligencji w projektowaniu i nadzorowaniu procesów technologicznych obróbki skrawaniem. Została zatrudniona na stanowisku adiunkta w Instytucie Mechaniki Środowiska i Informatyki Stosowanej na Wydziale Matematyki, Fizyki i Techniki Uniwersytetu Kazimierza Wielkiego.
Była profesorem nadzwyczajnym w Instytucie Mechaniki i Informatyki Stosowanej na Wydziale Mechatroniki Uniwersytetu Kazimierza Wielkiego, oraz w Instytucie Technologii Mechanicznej na Wydziale Budowy Maszyn i Zarządzania Politechniki Poznańskiej.
Awansowała na stanowisko profesora uczelni, a także dyrektora  Instytutu Informatyki Uniwersytetu Kazimierza Wielkiego.
Jest członkiem Komitetu Inżynierii Produkcji PAN.